# خانه احمق‌ها
خانه احمق‌ها (به انگلیسی: House of Fools) با نام اصلی (Dom durakov) یک فیلم روسی به کارگردانی آندری کونچالوفسکی است که در سال ۲۰۰۲ ساخته شده‌است. این فیلم نامزد شیر طلایی جشنواره فیلم ونیز شد و در نهایت جایزه هیئت داوران این جشنواره را به خود اختصاص داد.